# تابوك
تابوك (بالإنجليزية: Tabuk, Kalinga) هي مدينة في الفلبين، تتبع كالينغا، هي عاصمة كالينغا، بلغ عدد سكانها 110٬642  نسمة، في 15 أغسطس 2015، تبلغ مساحتها 700٫25 كيلومتر مربع، رمزها البريدي هو 3800.

## الموقع
تشترك في الحدود مع:
- Pinukpuk [الإنجليزية]‏
- Tanudan [الإنجليزية]‏
- Paracelis [الإنجليزية]‏.